# Teoria del curs de vida
La teoria del curs de vida o perspectiva del curs de vida és un enfocament teòric-metodològic desenvolupat principalment des de la sociologia, però amb aportaments de la història, la psicologia i la demografia. El desenvolupament d'aquesta perspectiva s'ha donat sobretot a partir dels anys 70 des de l'escola americana, amb sociòlegs com Glenn Elder. És un enfocament que estudia les vides individuals, els contexts estructurals i el canvi social de manera conjunta i multidisciplinària.

## Principis bàsics del curs de vida
La premissa bàsica d'aquest enfocament és que les forces socials impacten en els cursos de vida individuals i col·lectius. Aquests efectes es defineixen a través de cinc principis:
1. El principi del llarg termini
2. El principi del temps i el lloc
3. El principi del "timing"
4. El principi de les vides interconnectades (linked lives)
5. El principi de l'agència.

## Eines bàsiques de l'enfocament
Per a operacionalizar els principis, l'enfocament es val d'algunes eines com:
1. Trajectòries
2. Punt d'inflexió (turning point)
3. Transicions